# Křinec
Křinec (en allemand : Kschinetz) est un bourg (městys) du district de Nymburk, dans la région de Bohême-Centrale, en République tchèque. Sa population s'élevait à 1 269 habitants en 2020.

## Géographie
Křinec se trouve à 5 km au sud-ouest de Rožďalovice, à 11 km au nord-est de Nymburk et à 55 km à l'est-nord-est de Prague.
La commune est limitée par Seletice, Košík, Žitovlice et Rožďalovice au nord, par Chotěšice à l'est, par Dymokury, Činěves, Vestec et Hrubý Jeseník au sud, et par Jíkev et Mcely à l'ouest.

## Histoire
La première mention écrite de la localité date de 1352.

## Administration
La commune se compose de six quartiers :
- Bošín
- Křinec
- Mečíř
- Nové Zámky
- Sovenice
- Zábrdovice

## Transports
Par la route, Křinec se trouve à 6,5 km de Rožďalovice, à 15 km de Nymburk et à 71 km de Prague.